# Copa da UEFA de 1973–74
A Copa da UEFA de 1973–74 foi a terceira edição da Copa da UEFA, vencida pelo Feyenoord Rotterdam em vitória sobre o Tottenham Hotspur no conjunto (2-2 e 2-0). Essa foi a segunda vez que o Tottenham chegou na final. Contou com a participação de 64 clubes.

## Primeira Rodada
| Equipe 1                | Total   | Equipe 2                     | 1.º jogo | 2.º jogo |
| ----------------------- | ------- | ---------------------------- | -------- | -------- |
| Fredrikstad FK          | 0–5     | Dynamo Kyiv                  | 0–1      | 0–4      |
| Ruch Chorzow            | 8–6     | Wuppertaler SV               | 4–1      | 4–5      |
| Boldklubben 1903        | 3–2     | AIK                          | 2–1      | 1–1      |
| FC Carl Zeiss Jena      | 6–0     | Mikkelin Palloilijat         | 3–0      | 3–0      |
| Strømsgodset IF         | 2–7     | Leeds United                 | 1–1      | 1–6      |
| Östers IF               | 2–5     | Feyenoord Rotterdam          | 1–3      | 1–2      |
| Hibernian F.C.          | 3–1     | ÍBK Keflavík                 | 2–0      | 1–1      |
| OGC Nice                | 3–2     | FC Barcelona                 | 3–0      | 0–2      |
| Fortuna Düsseldorf      | 3–2     | Næstved IF                   | 1–0      | 2–2      |
| Grasshopper-Club Zurich | 2–9     | Tottenham Hotspur F.C.       | 1–5      | 1–4      |
| Aberdeen F.C.           | 7–2     | Finn Harps Football Club     | 4–1      | 3–1      |
| Dundee F.C.             | 3–7     | FC Twente                    | 1–3      | 2–4      |
| RCD Espanyol            | 2–4     | R.W.D. Molenbeek             | 0–3      | 2–1      |
| Belenenses              | 1–4     | Wolverhampton Wanderers F.C. | 0–2      | 1–2      |
| Union Luxembourg        | 1–12    | Olympique Marseille          | 0–5      | 1–7      |
| Vitória de Setúbal      | 4–0     | Beerschot VAV                | 2–0      | 2–0      |
| Ipswich Town            | 1–0     | Real Madrid                  | 1–0      | 0–0      |
| Lazio                   | 4–3     | Sion                         | 3–0      | 1–3      |
| Sliema Wanderers        | 0–3     | Lokomotiv Plovdiv            | 0–2      | 0–1      |
| Fiorentina              | 0–1     | Universitatea Craiova        | 0–0      | 0–1      |
| Ferencvarosi TC         | 1–3     | Gwardia Warszawa             | 0–1      | 1–2      |
| VfB Stuttgart           | 13–0    | Olympiakos Nicósia           | 9–0      | 4–0      |
| FC Tatran Prešov        | 5–3     | Velež Mostar                 | 4–2      | 1–1      |
| FC Dinamo Tbilisi       | 4–3     | PFC Slavia Sofia             | 4–1      | 0–2      |
| Panathinaikos           | 2–2(gf) | OFK Beograd                  | 1–2      | 1–0      |
| FC Admira/Wacker        | (gf)2–2 | Internazionale               | 1–0      | 1–2      |
| Fenerbahce              | 6–2     | FC Arges Pitesti             | 5–1      | 1–1      |
| MFK Košice              | 3–5     | Budapest Honvéd FC           | 1–0      | 2–5      |
| Torino                  | 2–4     | Lokomotive Leipzig           | 1–2      | 1–2      |
| Eskisehirspor           | 0–2     | 1. FC Köln                   | 0–0      | 0–2      |
| Panachaiki              | 3–1     | Grazer AK                    | 2–1      | 1–0      |
| Ards F.C.               | 4–8     | Standard Liège               | 3–2      | 1–6      |

## Segunda Rodada
| Equipe 1            | Total   | Equipe 2                     | 1.º jogo | 2.º jogo |
| ------------------- | ------- | ---------------------------- | -------- | -------- |
| FC Admira/Wacker    | 2–4     | Fortuna Düsseldorf           | 2–1      | 0–3      |
| Aberdeen F.C.       | 2–5     | Tottenham Hotspur F.C.       | 1–1      | 1–4      |
| FC Dinamo Tbilisi   | 8–1     | OFK Beograd                  | 3–0      | 5–1      |
| OGC Nice            | 4–2     | Fenerbahce                   | 4–0      | 0–2      |
| Lokomotive Leipzig  | (gf)4–4 | Wolverhampton Wanderers F.C. | 3–0      | 1–4      |
| Panachaiki          | 1–8     | FC Twente                    | 1–1      | 0–7      |
| Vitória de Setúbal  | (gf)2–2 | R.W.D. Molenbeek             | 1–0      | 1–2      |
| Olympique Marseille | 2–6     | 1. FC Köln                   | 2–0      | 0–6      |
| Ipswich Town        | 6–4     | Lazio                        | 4–0      | 2–4      |
| FC Dynamo Kyiv      | 3–1     | Boldklubben 1903             | 1–0      | 2–1      |
| Lokomotiv Plovdiv   | 5–7     | Budapest Honvéd FC           | 3–4      | 2–3      |
| Ruch Chorzow        | 3–1     | FC Carl Zeiss Jena           | 3–0      | 0–1      |
| VfB Stuttgart       | 8–4     | FC Tatran Prešov             | 3–1      | 5–3(pro) |
| Leeds United F.C.   | (p)0–0  | Hibernian F.C.               | 0–0      | 0–0      |
| Feyenoord Rotterdam | 3–2     | Gwardia Warszawa             | 3–1      | 0–1      |
| Standard Liège      | 3–1     | Universitatea Craiova        | 2–0      | 1–1      |

## Terceira Rodada
| Equipe 1           | Total   | Equipe 2               | 1.º jogo | 2.º jogo |
| ------------------ | ------- | ---------------------- | -------- | -------- |
| Dynamo Kyiv        | 2–3     | VfB Stuttgart          | 2–0      | 0–3      |
| FC Dinamo Tbilisi  | 2–6     | Tottenham Hotspur F.C. | 1–1      | 1–5      |
| Ipswich Town       | 3–1     | FC Twente              | 1–0      | 2–1      |
| Budapest Honvéd FC | 2–5     | Ruch Chorzow           | 2–0      | 0–5      |
| Leeds United F.C.  | 2–3     | Vitória de Setúbal     | 1–0      | 1–3      |
| Fortuna Düsseldorf | 2–4     | Lokomotive Leipzig     | 2–1      | 0–3      |
| OGC Nice           | 1–4     | 1. FC Köln             | 1–0      | 0–4      |
| Standard Liège     | 3–3(gf) | Feyenoord Rotterdam    | 3–1      | 0–2      |

## Quartas de Final
| Equipe 1      | Total  | Equipe 2               | 1.º jogo | 2.º jogo |
| ------------- | ------ | ---------------------- | -------- | -------- |
| Ipswich Town  | 1–1(p) | Lokomotive Leipzig     | 1–0      | 0–1      |
| 1. FC Köln    | 1–5    | Tottenham Hotspur F.C. | 1–2      | 0–3      |
| VfB Stuttgart | 3–2    | Vitória de Setúbal     | 1–0      | 2–2      |
| Ruch Chorzow  | 2–4    | Feyenoord Rotterdam    | 1–1      | 1–3(pro) |

## Semi Final
| Equipe 1            | Total | Equipe 2               | 1.º jogo | 2.º jogo |
| ------------------- | ----- | ---------------------- | -------- | -------- |
| Lokomotive Leipzig  | 1–4   | Tottenham Hotspur F.C. | 1–2      | 0–2      |
| Feyenoord Rotterdam | 4–3   | VfB Stuttgart          | 2–1      | 2–2      |

## Final
| Equipe 1  | Total | Equipe 2  | 1.º jogo | 2.º jogo |
| --------- | ----- | --------- | -------- | -------- |
| Tottenham | 2 – 4 | Feyenoord | 2 – 2    | 0 – 2    |